# سیارک ۱۶۸۸۷
سیارک ۱۶۸۸۷ (به انگلیسی: 16887 Blouke، نامگذاری:1998BE26) شانزده هزار و هشتصد و هشتاد و هفتمین سیارک کشف شده‌است که در ۲۸ ژانویه ۱۹۹۸ کشف شد.
قدر مطلق سیارک برابر ۲۵.۷ است.